# Pataçan i Poshtëm
Pataçan i Poshtëm (albanisch auch Pataçani i Poshtëm bzw. Potoçan/i i Poshtëm, serbisch Доње Поточане Donje Potočane) ist ein Dorf in der Gemeinde Rahovec im Kosovo.
Es liegt etwa drei Kilometer westlich von Rahovec. Weitere benachbarte Ortschaften sind im Norden Pataçan i Epërm, im Westen Sapniq und im Süden Fortesa.
Während des Kosovokrieges wurde Pataçan i Poshtëm am 6. September 1998 von serbischen Streitkräften unter Beschuss genommen, dabei wurde eine 50-jährige Frau getötet und ihr 13-jähriger Sohn verwundet. Anschließend plünderten sie das Dorf und setzten Häuser in Brand.
Bei der Volkszählung 2011 wurden für Pataçan i Poshtëm 1077 Einwohner erfasst, von denen alle (100 %) Albaner sind.
| Volkszählung | 1919 | 1924 | 1948 | 1953 | 1961 | 1971 | 1981 | 1991 | 2011 |
| ------------ | ---- | ---- | ---- | ---- | ---- | ---- | ---- | ---- | ---- |
| Einwohner    | 169  | 185  | 244  | 288  | 380  | 465  | 670  | 828  | 1077 |

## Persönlichkeiten
- Gazmend Freitag (* 1968), Maler